# George Tabori
George Tabori (en hongrois Tábori György) est un directeur et auteur de théâtre, scénariste, acteur et réalisateur hongrois, né le 24 mai 1914 à Budapest (Hongrie) et mort le 23 juillet 2007 à Berlin.

## Biographie
Hongrois de naissance, Britannique de nationalité, George Tabori, dramaturge, metteur en scène, scénariste et acteur occasionnel, naît à Budapest, en Hongrie, le 24 mai 1914 dans une famille lettrée d’origine juive.
En 1933, alors qu’il n’a pas vingt ans, il travaille à Berlin comme journaliste et traducteur. Le 30 janvier 1933, il est à Berlin, où il assiste, au milieu de la foule, à la première gesticulation de Hitler au balcon de la Chancellerie. Le jeune homme de dix-huit ans ne mesure pas, alors, la portée de l'événement : « La plupart des gens, moi y compris, ne savaient pas ce que ça pouvait vraiment signifier. » Beaucoup plus tard, il déclarera : « Berlin était devenu trop petit pour nous deux », faisant du Führer son improbable alter ego, comme il le refera à travers la relation désespérée et comique du couple Shlomo-Hitler dans Mein Kampf.
« Le rire est la seule chose qui reste après la catastrophe. » (Autodafé). Mais, en 1935, avec la montée en puissance du nazisme, il est contraint à l’exil.
Dans un premier temps, George Tabori s’établit en Grande-Bretagne. Il opte pour la nationalité britannique en 1941. Quand la Seconde Guerre mondiale éclate, il prend part aux combats, sous la bannière britannique, contre l’ennemi nazi. Alors qu’il est en garnison à Jérusalem, il écrit son premier roman. Il effectue un séjour aux Etats-Unis, à Hollywood, où il écrit des scénarios pour de grands cinéastes, comme La loi du silence d’Alfred Hitchcock en 1953, Le Voyage d'Anatole Litvak en 1959 et Cérémonie secrète de Joseph Losey en 1968.
George Tabori retourne en Europe en 1969 et s’occupe principalement d’écriture théâtrale. Ses pièces s’inspirent largement de son vécu personnel et surtout de celui de sa famille qui a enduré les déportations et les exactions de l’Allemagne hitlérienne. Ainsi, dans Les Cannibales, écrite en 1968, il retrace sur un ton humoristique mais sarcastique la mort de son père à Auschwitz. Son théâtre use de toutes les facettes du comique pour dénoncer, démystifier et provoquer. S’installant en 1971 en Allemagne, il met en scène et interprète ses propres pièces dans plusieurs villes, Pinkville à Berlin en 1971, Le Courage de ma mère à Munich en 1979 dans laquelle il narre la déportation de sa mère qui a échappé à l’holocauste. Auteur cosmopolite et polyglotte mais dont « la seule patrie est le théâtre » comme il le dit lui-même, George Tabori présente aussi des adaptations d’œuvres de grands auteurs comme Shakespeare, Kafka, Brecht, Beckett.
En 1986, il est directeur du théâtre Shauspielhaus, Porzellangasse à Vienne, et en 1987 il présente Mein Kampf, (Farce) une pièce qui parodie Hitler avec dérision. De 1987 à 1990, il dirige le théatre Der Kreis à Vienne. Ses œuvres théâtrales, imprégnées de l’univers mystique, spirituel et social de l’esprit juif, connaissent beaucoup de succès, mais dérangent aussi une certaine élite. En 1990, il crée Weisman et Coperface, suivie des Variations Goldberg en 1991. Auteur d’une œuvre riche et complexe, George Tabori s’éteint le 23 juillet 2007, à Berlin à l’âge de 93 ans.
Il fut marié à l'actrice Viveca Lindfors.
Il est enterré au cimetière de Dorotheenstadt de Berlin.

## Filmographie

### comme scénariste
- 1952 : Tonnerre sur le temple (Thunder in the East)
- 1953 : La Loi du silence (I Confess) d'Alfred Hitchcock
- 1959 : Le Voyage (The Journey) d'Anatole Litvak
- 1962 : Huis clos (No Exit)
- 1968 : Cérémonie secrète (Secret Ceremony)
- 1972 : Parades
- 1972 : Arturo UI (TV)
- 1981 : Frohes Fest
- 1995 : My Mother's Courage (adaptation de la pièce écrite en hommage à sa mère, qui a évité de peu la déportation.)

### comme acteur
- 1986 : Tarot
- 1988 : Le Passager-Welcome to Germany : rabbin
- 1991 : Sehnsüchte oder Es ist alles unheimlich leicht (TV) : professeur
- 1994 : Köd : Gábor bácsi
- 1994 : Auf Wiedersehen Amerika : Ziffer

### comme réalisateur
- 1981 : Frohes Fest
- 1987 : Mein Kampf
- 1994 : Mein Kampf (TV)
- 1998 : Fin de partie (TV)

## Théâtre
Auteur
- 1961 : Brouhaha, mise en scène Jacques Fabbri, Théâtre de la Renaissance
- 1969 : Les Cannibales
- 1972 : L'Ami des nègres, mise en scène Robert W. Goldsby, Théâtre du Gymnase
- 1975, Les Joies de Sigmund
- 1979 : Ma Mère courage
- 1983 : Jubilé (Jubiläum)
- 1987 : Mein Kampf (farce)
- 1990 : Weisman et Copperface. Un western yiddish (Weisman und Rotgesicht. Ein jüdischer Western)
- 1991 : Les Variations Goldberg[3]

## Récompenses et distinctions
- 2001 : Prix Nestroy de Théâtre pour l'ensemble de son œuvre
- prix Georg-Büchner
- officier de l'ordre du Mérite de la République fédérale d'Allemagne
- prix Walter-Hasenclever
- médaille Kainz
- prix Concordia
- Prix littéraire de Cassel
- prix Ernst-Hoferichter
- Prix d'art de Berlin (de)
- Mülheimer Dramatikerpreis
- Prix Peter-Weiss
- médaille Goethe
- décoration autrichienne pour la science et l'art

## Littérature
- Autodafé ; autobiographie, traduit de l'allemand par Rosine Inspektor, Diaphanes, 2013,96 pages,  (ISBN 978-2-88928-005-6)